# Saint-Guyomard
Saint-Guyomard (Gallo Saent-Giomarr, bretonisch Sant-Gwioñvarc’h) ist eine französische Gemeinde mit 1.446 Einwohnern (Stand 1. Januar 2022) im Département Morbihan in der Region Bretagne.

## Geografie
Saint-Guyomard liegt rund 23 Kilometer nordöstlich von Vannes im Osten des Départements Morbihan.
Nachbargemeinden sind Sérent im Norden, Bohal im Osten, Molac im Südosten, Le Cours im Süden sowie Trédion im Südwesten und Westen.
Die Allée couverte du Bignon liegt östlich von Saint-Guyomard und der Menhir Le Passoir mitten im Weiler Le Clos.

## Bevölkerungsentwicklung
| Jahr                       | 1962 | 1968 | 1975 | 1982 | 1990 | 1999 | 2006 | 2012 | 2019 |
| Einwohner                  | 848  | 770  | 717  | 779  | 792  | 810  | 976  | 1198 | 1389 |
| Quellen: Cassini und INSEE |      |      |      |      |      |      |      |      |      |

## Persönlichkeiten
- Joseph-Marie Loaisel de Tréogate (1752–1812), Schriftsteller

## Baudenkmäler
Siehe: Liste der Monuments historiques in Saint-Guyomard